# Gloydius himalayanus
Gloydius himalayanus är en ormart som beskrevs av Günther 1864. Gloydius himalayanus ingår i släktet Gloydius och familjen huggormar. Inga underarter finns listade i Catalogue of Life.
Som namnet antyder förekommer arten i Himalaya och i angränsande regioner i Pakistan, Indien och Nepal. Gloydius himalayanus kan hittas i regioner som ligger upp till 4880 meter över havet. Honor lägger inga ägg utan föder levande ungar.